# 黄泓
黄 泓（こう おう、284年頃 - 381年頃）は、五胡十六国時代前燕の人物。字は始長。魏郡斥丘県出身の漢人。父は黄沈。

## 生涯
311年、永嘉の乱が起こると、勃海出身の高瞻やいずれも昌黎郡太守であった游邃・逄羨・宋奭（宋晃の父）らと共に幽州の薊へ避難した。
当時、慕容部の大人慕容廆は遼西地方に割拠し、その勢力を急速に拡大していた。ある時、黄泓は高瞻へ「王浚は昏暴であり、必ずや成功し得ないだろう。久安を図るには、去就についてよく考えるべきだ。慕容廆は法政が明らかであり、心を尽くして人材を招聘している。讖言によれば『東北より真人が出づる』とあるが、もしかしたら彼の事ではないだろうか。共にこれに帰順し、事業を建てようではないか」と提案したが、高瞻は従わなかった。その為、黄泓は自らの親族を伴い、游邃らと共に慕容廆の下に帰順すると、慕容廆からは客人の礼をもって厚遇された。
313年4月、謀主（相談役）に抜擢された。
321年12月、慕容廆が東晋より遼東公に冊封されると、参軍に任じられた。
333年5月、慕容廆がこの世を去り、嫡男の慕容皝が後を継いだ。黄泓は左常侍に昇進して史官を兼任した。
338年5月、後趙君主石虎は数十万の兵を派遣して前燕侵攻を開始した。これにより郡県の諸部族は多数が後趙へ寝返り、その数は36城に及んだ。後趙軍が本拠地の棘城へ逼迫すると、慕容皝はこれを憂えて遼東へ撤退しようとしたが、黄泓は反対して「賊には敗気があります。憂うことなどありますまい。2日と過ぎずに必ずや奔潰する事でしょう。士馬を整えて追撃の準備をされますよう」と勧めた。だが、慕容皝は「今、寇（敵軍）はこのように盛んであり、卿の言では必ず敗走するとあるが、我はまだ信じられぬ」と述べた。黄泓はまた「殿下（慕容皝）が盛んと言われるのは人事に過ぎません。臣が必ず走ると言っているのは天時によるものです。どうして疑うのですが！」と述べた。やがて、言った通りの期日に後趙軍が撤退すると、慕容皝はますます彼をただ者では無いと思うようになった。
348年11月、慕容皝がこの世を去り、嫡男である慕容儁が即位すると、従事中郎に昇進した。
349年4月、後趙では皇帝石虎の死をきっかけに、皇族同士の後継争いで内乱が勃発し、国内は大混乱に陥った。5月、前燕の群臣はみな後趙の混乱を中原奪取の絶好の機会であると上書し、慕容儁へ出兵を請うたが、慕容儁はなかなか決心がつかず、この事を黄泓に問うた。すると黄泓は「今、太白が天を経て、その光陰が北へ全て集っております。これは天下の主が代わり、陰国（夷狄の国）が天命を受けるという事を示しております。これは必然の験です。どうか速やかに出師し、天意に従われますよう」と勧めた。慕容儁はこれに従い、出征を決断した。
352年11月、慕容儁が帝位に即くと、進謀将軍・太史令に昇進し、関内侯に封じられた。
その後、奉車都尉・西海郡太守を加えられ、太史令についても引き続き兼務した。また、陽亭侯・平舒県五等伯に封じられた。
370年11月、鄴が陥落して前燕が滅ぶと、前秦には仕えずに老齢を理由として故郷に帰った。この時、嘆息して「燕は呉王（慕容垂）のもとに必ず中興するであろう。我の齢ではこれを見れない事が残念でならん」と語ったという。
やがてこの世を去った。享年97。その3年後に慕容垂は後燕を興す。

## 人物
父の黄沈は天文学に長けており、黄泓は父よりその教えを受け、父を超える精妙さを身につけたという。
また、経書・史書を広く学び、特に『礼』・『易』（いずれも五経）に精通していた。性格は非常に忠勤で、礼儀の伴わない行動は無かった。
参軍に抜擢されて以降は、軍事・国政問わず何かと慕容廆より相談されるようになった。黄泓がその物事の成否について慕容廆へ説くと、全てその言う通りとなったので、慕容廆は常々感嘆して「黄参軍は我にとっての仲翔（虞翻の字）であるな」と称賛していた。
慕容皝の代になってもその寵遇ぶりは変わらず、慕容儁の代に至ると常に皇帝の左右に侍るようになり、大事の決定に参画したという。

## 逸話
霊台県令許敦は黄泓の寵遇を妬んでおり、彼が太傅慕容評に媚び諂って接待していた折、黄泓の事を讒言して貶めた。これにより、黄泓は太史霊台諸署統・給事中に降格となってしまった。黄泓は許敦をかねてより厚く待遇していたが、自らが貶められた事をもって対応を変えたりはせず、これまで通り厚遇したという。